# Monochromatyzm (sztuka)
Monochromatyzm (sztuka) – użycie w obrazie tylko jednej barwy o różnych odcieniach. 
Technika popularna m.in. w Japonii w okresie Muromachi (1333–1560). Charakterystyczna także dla malarstwa Paolo Uccello.
Stosowana często w malarstwie iluzjonistycznym przy naśladowaniu efektów reliefu, płaskorzeźby i detalu architektonicznego.
Techniką monochromatyczną malowano zwykle, według zasad tradycyjnego warsztatu 
malarskiego, podmalówki pod obrazy olejne lub olejno-żywiczne.

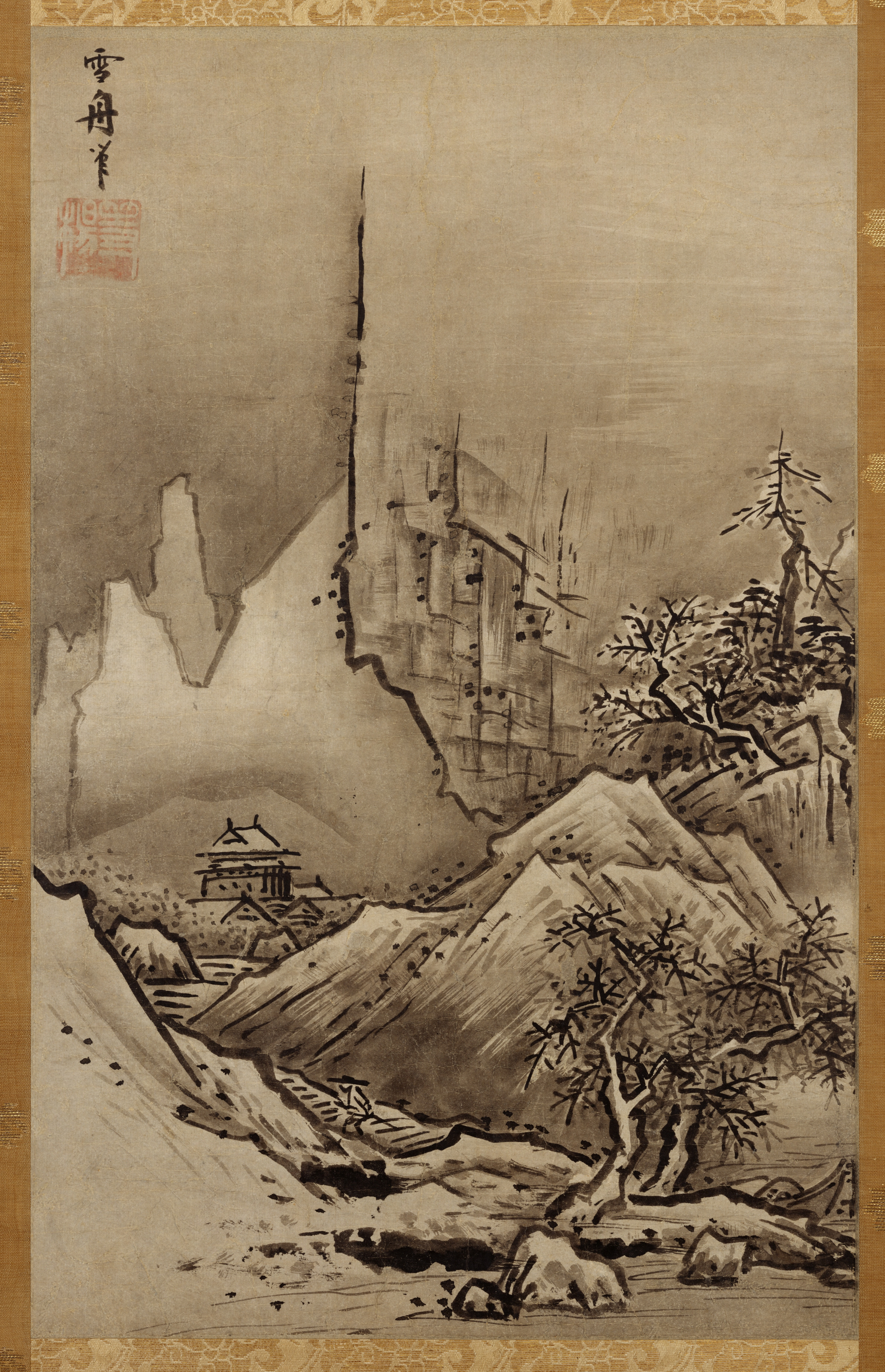
malowidło okresu Muromachi
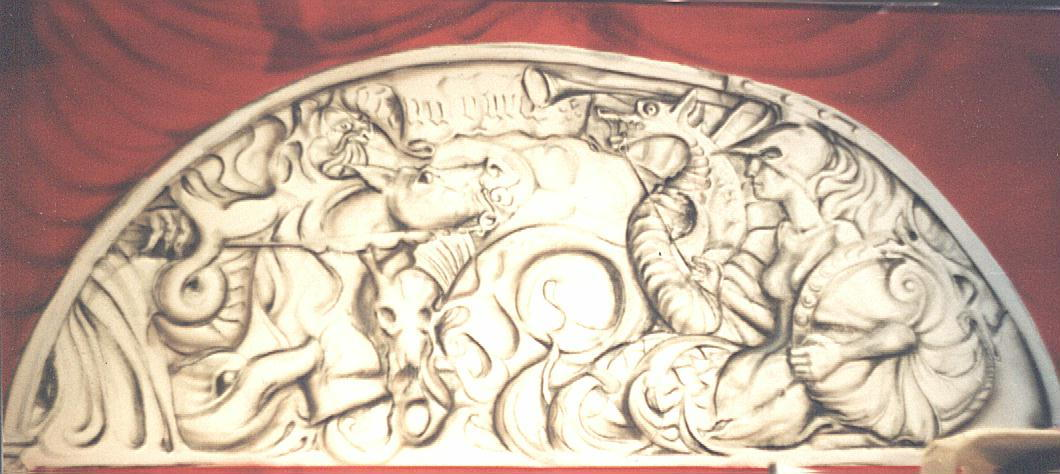
monochromatyczne malowidło naśladujące relief